# Здание народного училища (Коломна)
Здание народного училища — историческое здание конца XVIII века в Коломне, на территории Коломенского кремля у Соборной площади (современный адрес: Кремлёвская улица, 18). Объект культурного наследия регионального значения.

## История
Возведено для народного училища в 1790-х гг. (фигурирует в реестре памятников как духовное училище: духовное училище существовало до упразднения Коломенской епархии в 1799 году). С 1805 года — Коломенское уездное училище. В первой трети XIX века здание частично перестроено. С 1855 года в училище обучался будущий экономист, академик И. И. Янжул, который оставил воспоминания об училище. С 1892 года училище стало городским двухклассным, с 1896 года — трёхклассным. Позднее здание бывшего училища передано под жильё.

## Архитектура
Здание — пример строгой архитектуры классицизма, единственное в городе общественное гражданское здание этой эпохи. Цокольный этаж белокаменный, собственно двухэтажное здание кирпичное, оштукатуренное. Главный фасад украшен портиком ионического ордера из пилястр с белокаменными капителями. Рисунок капителей неоднократно повторяется на других зданиях Коломны. Балкон второго этажа с металлической решёткой на кронштейнах несколько более поздний, добавлен в XIX веке и характерен для ампира. Планировка здания не сохранилась.